# Densatil
Densatil was een Tibetaans boeddhistisch klooster in Tibet uit de phagdru kagyüschool, een van de vier grote scholen uit de kagyütraditie.
Het was gelegen in Phagmo, dat tegenwoordig in het arrondissement Sangri in de Chinese prefectuur Lhokha (Shannan) ligt.
Het klooster werd gebouwd naar aanleiding van een concilie 1198 van volgelingen van Phagmo Drupa Dorje Gyalpo, de sichter van de phagdru kagyüschool die hier zijn leven in een grashut had doorgebracht. Begin 21e eeuw is het klooster een ruïne, als gevolg van verwoestingen uit de Culturele Revolutie (1966-1976).
Een abt van Densatil was onder meer Dragpa Changchub uit de Phagmodru-dynastie, de heersende dynastie in Tibet was van 1354 tot 1435.